# Eusebio Corominas
Eusebio Corominas Cornell (Corsá, 1849-Barcelona, 1928) fue un periodista y político español. 

## Biografía
Nació el 2 de octubre de 1849 en la localidad gerundense de Corsá, en Cataluña.  
Militante primero del Partido Republicano Democrático Federal, durante la Restauración borbónica se inclinó hacia el castelarismo y más adelante (1907) se incorporaría a la coalición Solidaritat Catalana. También militaría en la Unión Republicana, formación por la cual sería elegido concejal del Ayuntamiento de Barcelona. En 1910 sería una de las principales figuras de la nueva Unión Federal Nacionalista Republicana, si bien se pasaría a las filas del Partido Reformista. Fue diputado en las Cortes de la Restauración por Gerona en tres ocasiones (1873, 1905 y 1907), así como alcalde accidental de Barcelona (1904). 
Ejerció de director de La Publicidad, entre 1878 y 1906. Redactó las críticas de arte y de política internacional en El Diluvio. Fue presidente de la Asociación de Prensa de Barcelona (1913) desde donde impulsó el mutualismo periodístico.
Falleció en Barcelona el 25 de marzo de 1928.